# Louis Augros
Louis Augros (* 20. Februar 1898 in Belmont-de-la-Loire; † 15. April 1982 in Vernaison) war ein französischer römisch-katholischer Geistlicher, Gründungsoberer der Mission de France und Ausbilder der Arbeiterpriester.

## Leben

### Herkunft. Priester. Seminarleiter
Louis Augros wuchs in bäuerlichem Milieu 25 km nordwestlich Roanne auf. Nach dem Abitur besuchte er ab 1916 das Priesterseminar in Lyon, machte von 1917 bis 1920 Kriegs- und Militärdienst und wurde 1924 in Lyon zum Priester geweiht. Nach einer weiteren theologischen Ausbildung im  Priesterseminar St. Sulpice in Issy-les-Moulineaux unterrichtete er 1925–1928 Philosophie in Orléans und 1928–1935 in Issy-les-Moulineaux. Ab 1935 war er Leiter des Priesterseminars in Autun.

### Mission de France
1941 beauftragte ihn Kardinal Emmanuel Suhard mit dem Aufbau der von den französischen Bischöfen unter dem Namen Mission de France beschlossenen Neuevangelisierung jener Regionen und Teile der Bevölkerung (vor allem Bauern- und Arbeitermilieu), die seit der Französischen Revolution entchristianisiert waren. Augros richtete in Lisieux (im spirituellen Kontakt zur heiligen Therese von Lisieux, vermittelt durch deren dort als Priorin noch wirkende Schwester Pauline Martin) ein Priesterseminar ein, dessen Kandidaten eigens für die Volksmission ausgebildet wurden. Er leitete das Seminar bis zu seiner Abberufung 1952, musste aber zuerst durch Besuch von 60 französischen Priesterseminaren Kandidaten anwerben, was gelang. Er profitierte auch davon, dass es inoffiziell bereits Missionsstrukturen gab, z. B. die Jeunesse ouvrière chrétienne. JOC (Christliche Arbeiterjugend. CAJ), die von Émile Anizan gegründeten Söhne der christlichen Liebe um Georges Michonneau (1899–1983) in Petit-Colombes, das von Antoine Chevrier in Lyon gegründete Prado-Institut oder die von Madeleine Delbrêl und Gefährtinnen in Ivry geleistete Sozialarbeit. Wie eine Bombe wirkte die von Kardinal Suhard in Auftrag gegebene Studie La France, pays de mission? (Lyon 1943) von Henri Godin (1906–1944) und Yvan Daniel (1909–1986), die den Graben zwischen Kirche und breiten Massen (Arbeiter und Bauern) schonungslos aufzeigte. Bis Kriegsende zählte das von Augros geleitete Seminar 50 Seminaristen.

### Der Weg zur Abberufung
Am 12. April 1952 wurde Augros von Bischof Achille Liénart (Suhard war 1949 verstorben) abberufen und das Seminar in Lisieux aufgelöst. Zum Verständnis der Motive muss man sich klarmachen, dass die überwiegende Mehrheit der französischen Bischöfe konservativ dachte und sich ab 1940 mit dem Vichy-Regime arrangiert hatte. Als ab der Befreiung Frankreichs 1944 die politische Macht in den Händen der Résistance und damit im Wesentlichen bei den Gaullisten und bei den Kommunisten lag, war der hohe Klerus kompromittiert. Demgegenüber führte die Arbeitermission zum Phänomen der Arbeiterpriester (1952 etwa 100), die sich in zahlreichen Fällen auf die Seite der Gewerkschaften und der Kommunistischen Partei schlugen. In dieser Situation war von entscheidender Bedeutung die Haltung von Papst Pius XII. und seiner Kurie. Rom aber war noch konservativer als die Bischöfe und vor allem von panikgleichem Antikommunismus. Die die Mission de France unterstützenden bedeutenden Theologen Yves Congar und Marie-Dominique Chenu wurden von Rom mundtot gemacht. Die wachsende Neigung der Missionspriester, sich als Arbeiterpriester zu engagieren, die von Augros gefördert wurde, führte 1950 zur Verdammung des Kommunismus in Pius XII. Enzyklika Humani generis und zum Verbot der Arbeiterpriester. Es war also letztlich der Druck aus Rom, der zur Abberufung Augros‘ führte, weil Rom sich einer Art Kirchenreform von unten, außerhalb der traditionellen kirchlichen Strukturen, strikt widersetzte.

### Der weitere Lebensweg
Nach seiner Ablösung im Alter von 54 Jahren trat Augros nicht mehr prominent in Erscheinung. Er war von 1952 bis 1954 Ortspfarrer in Givors südlich Lyon, ab Januar 1955 Pfarrer in Souq Ahras (römisch Tagaste, Geburtsort des Augustinus von Hippo) in Algerien. Dort traf ihn zufällig Hans Küng. Da er sich weigerte, den algerischen Rebellen die christliche Nächstenliebe zu versagen, zwang ihn die französische Verwaltung zur Aufgabe der Pfarrei. Von Mitte Mai 1956 bis Oktober 1957 war er Seelsorger im Viertel Bab El Oued in Algier. Dann ging er für knapp 20 Jahre nach Tunesien, zuerst nach Kairouan, ab 1970 nach Tunis. 1976 ging er als Anstaltspriester in ein Altersheim in Lay bei Roanne. Sein 80. Geburtstag führte 1978 zu großen Festlichkeiten in Fontenay-sous-Bois und Lisieux, wo fünf Bischöfe (darunter Albert Decourtray) und 150 Priester mit ihm eine gemeinsame Messe feierten, was einer Rehabilitierung gleichkam. Er starb 1982 in einem (seit Januar von ihm bewohnten) Altersheim in Vernaison bei Lyon im Alter von 84 Jahren.

### Das Trauma
Augros hinterließ eine umfangreiche Korrespondenz, die Jean Vinatier in seiner Biographie benutzte. Daraus geht hervor, dass Augros, der das Zeug zu einem Bischof hatte, 1952 eine Haltung wie Balzacs Oberst Chabert einnahm, das heißt den totalen Rückzug in die Anonymität. Er selbst verglich sich mit Charles de Gaulle in Colombey les Deux Églises. Dem erst 1973 verstorbenen Kardinal Liénart, der ihn 1952 abberief, warf er vor, dass er ihm nie ein Wort des Bedauerns oder der Anerkennung habe zukommen lassen.

## Zitat
Aus einem Brief an seine Seminaristen vom 12. Juni 1952, zwei Monate nach seiner Abberufung:
« La Mission, c’est l’Evangile annoncé aux pauvres (Lc 4, 16–20). Par conséquent toute notre vie doit être polarisée par les pauvres. C’est à eux que le Seigneur nous envoie; à eux que notre vie doit être consacrée. Aux pauvres, c’est-à-dire aux déshérités de la vie; à ceux qui sont écrasés par ce monde dur dans lequel nous vivons; à ceux qui ne joignent pas les deux bouts, à qui il manque toutours de quoi atteindre la fin du mois, ou la fin de l’année; qui, malgré un travail dur, n’arrivent pas à s’en sortir; et surtout à ceux qui sont plus pauvres encore, tombés plus bas, ayant perdu toute dignité humaine, toute place dans la société des hommes; les clochards, les délinquants, les filles perdues, etc. »
(Zielgruppe unserer Evangelisierung sind die Armen (Lukas 4, 16–20). Deshalb muss unser ganzes Leben auf die Armen ausgerichtet sein. Zu ihnen schickt uns der Herr; ihnen muss unser Leben geweiht sein. Die Armen, d. h. die Benachteiligten des Lebens; die von der harten Welt, in der wir leben, zertreten werden; die nicht genug zum Leben haben und nicht bis zum Monatsende auskommen; die trotz harter Arbeit darben müssen; und vor allem die noch Ärmeren, die noch tiefer Gefallenen, die jegliche menschliche Würde verloren haben, jeglichen Platz in der menschlichen Gesellschaft; die Obdachlosen, die Straffälligen, die Prostituierten, usw.)
(Quelle: Jean Vinatier: Le père Louis Augros. Premier supérieur de la Mission de France 1898–1982. Cerf, Paris 1991, S. 63)

## Werke
- La Mission de France. Lettre-préface de Son Eminence le Cardinal Suhard. Annales de Ste Thérèse de Lisieux, Lisieux 1941, 1945.
- (Nachwort) Madeleine Delbrêl: Nous autres, gens des rues. Textes missionnaires. Seuil, Paris 1966, 1971, 1995 (Einleitung von Jacques Loew).
- De l’Église d’hier à l’Église de demain. L’aventure de la Mission de France. Éditions du Cerf, Paris 1980 (Vorwort von Marie-Dominique Chenu).